# Foto do Último Homem a Morrer

A Foto do Último Homem a Morrer (1945), de Robert Capa

A Foto do Último Homem a Morrer é uma foto em preto e branco tirada por Robert Capa durante a batalha por Leipzig, mostrando um soldado americano, Raymond J. Bowman, de 21 anos, depois de ser morto por um atirador alemão, em 18 de abril de 1945, pouco antes do final da Segunda Guerra Mundial na Europa.

## História
Raymond J. Bowman foi um soldado americano nascido em Rochester, Nova York, que tinha chegado à Grã-Bretanha em janeiro de 1944, preparando-se para a Operação Overlord. Após seu desembarque, ele serviu e foi ferido na França, em 3 de agosto de 1944. Ele também serviu na Bélgica e na Alemanha. Ele alcançou o posto de primeira classe particular durante este tempo. Ele era um membro de um pelotão de metralhadores que entraram em um prédio em Leipzig, e definiu posições para cobrir soldados de infantaria da 2ª Infantaria dos Estados Unidos que chegavam a uma ponte. Os soldados Bowman e Clarence Ridgeway tomaram posições em uma varanda aberta com uma visão clara da ponte. Um disparou a arma, enquanto o outro soldado a alimentou. Ridgeway entrou, deixando Bowman sozinho disparando a arma. Quando estava recarregando a arma, foi baleado na testa por uma bala de franco-atirador que veio da rua abaixo e ele caiu no chão, já morto.